# Božena Rothmayerová
Božena Rothmayerová (rozená Horneková, 20. prosince 1899 Praha-Dejvice – 15. května 1984) byla česká výtvarnice, módní návrhářka, designérka, pedagožka, feministka a propagátorka moderního životního stylu, manželka architekta Otto Rothmayera. V době První republiky úzce spolupracovala s Alicí Masarykovou na vytváření současné dámské konfekce, stejně jako interiérových prvků pro rodinu Masarykových.

## Život

### Mládí
Narodila se v Praze. Získala učitelské vzdělání a nastoupila jako učitelka rukodělných prací do Velkého Meziříčí. Stále více ale tíhla k módnímu a textilnímu návrhářství.
Navrhovala oděvy, výšivky, prostírání a další potřeby pro domácnost. Od roku 1926 začala spolupracovat s Alicí Masarykovou, dcerou prezidenta Tomáše Garrigue Masaryka. Výsledkem byly kolekce představené na výstavě Civilizovaná žena konané roku 1929 v Brně. Návrhy se vyznačovaly především častým progresivním užitím kalhot. Posléze se přesunula do Brna, kde v letech 1928–1934 vyučovala módu na Škole uměleckých řemesel.

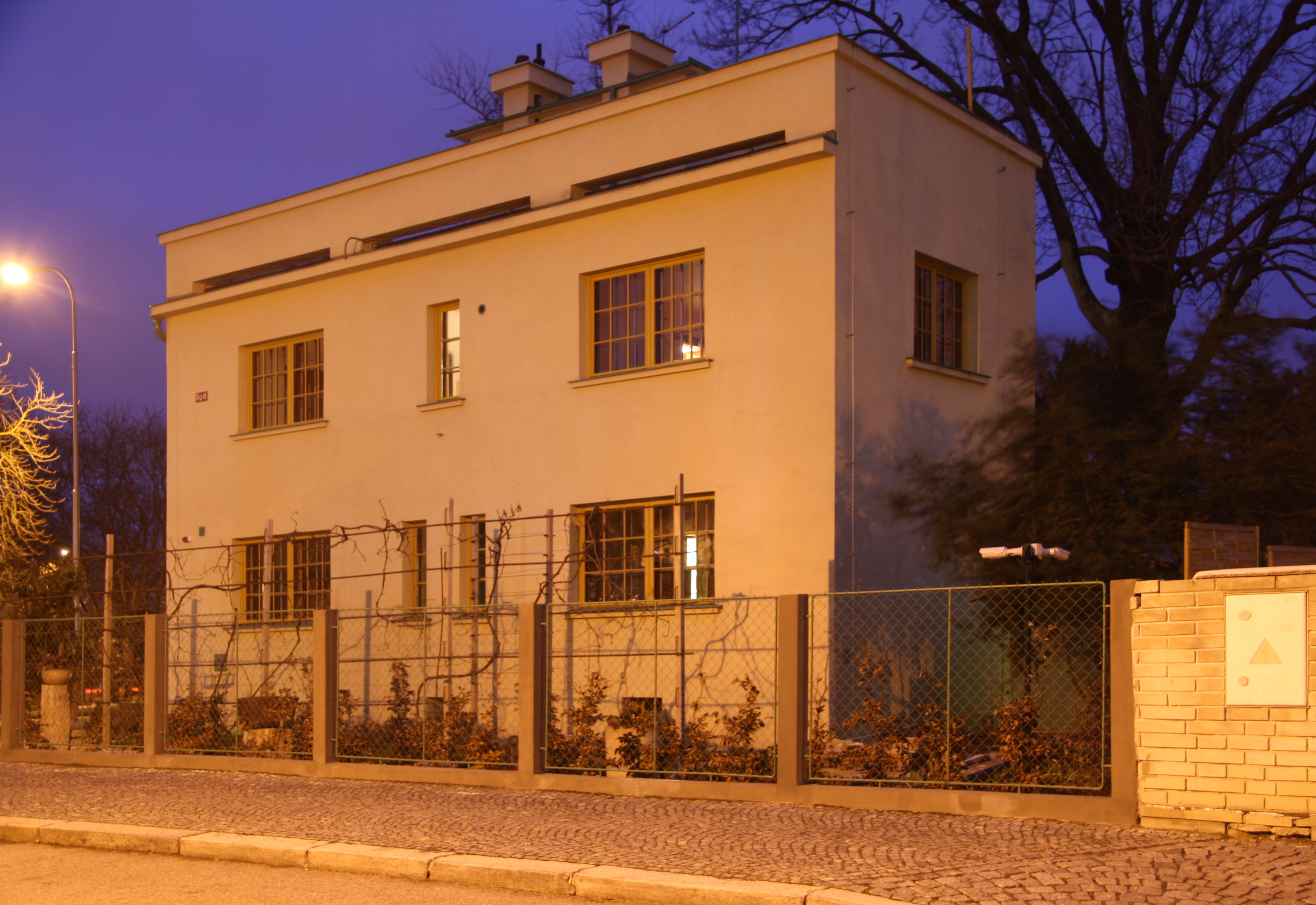
Rothmayerova vila z roku 1929

### Manželství
21. srpna 1930 se Božena Horneková v Brně vdala se za architekta Otto Rothmayera, žáka slovinského architekta Josipa Plečnika. Ten navrhl rodinnou vilu vystavěnou v letech 1928 až 1929 v Praze-Břevnově. Významným prvkem je napojení domu na verandu a zahradu s bazénem, na jejímž ztvárnění se podílela i Rothmayerová. Díky známosti s Masarykovou byli manželé v jejich rodině několikrát hosty a roku 1930 jim byly svěřeny designové práce v prezidentských sídlech. Otto Rothmayer se podílel na přestavbě a interiérech Pražského hradu, Božena Rothmayerová pak navrhovala téměř veškeré interiérové doplňky, včetně záclon, polštářů, prostírání atd. Její práce byly umístěny kromě Pražského hradu též v lánském zámku či zámku v Topoľčiankách. Zakázky pro Masarykovy výrazně zvedly profesní prestiž obou manželů.

### Po roce 1948
Po převzetí moci ve státě komunistickou stranou v Československu v únoru 1948 a odchodu Alice Masarykové do exilu ve Spojených státech byla práce Otto a Boženy Rothmayerových upozaděna. Božena Rothmayerová nadále pracovala v textilním výtvarnictví, ještě v roce 1970 vycházely její návrhy na domácí tvorbu háčkovaných dekorací. Manžel Otto zemřel roku 1966.
Zemřela v roce 1984.